# Лукин, Пётр Илларионович
Пётр Иларио́нович Луки́н (ок. 1790 — 1838) — российский доктор медицины и ветеринар, ординарный профессор Санкт-петербургской медико-хирургической академии. Статский советник.

## Биография
В 1816 году поступил в Императорскую медико-хирургическую академию, закончил её со званием лекаря 1-го отделения. В 1822 году стал штаб-лекарем, врачом-ординатором Санкт-Петербургского сухопутного военного госпиталя, а также исполняющим обязанности адъюнкт-профессора ветеринарной патологии, зоофармакологии и диететики.
В 1826 году защитил диссертацию на степень доктора медицины, и в следующем году назначен адъюнкт-профессором зоофармакологии, диететики и эпизоотических болезней. 
В 1829 году стал ординарным профессором.
Скончался 28 сентября (10 октября) 1838 года в возрасте 48 лет.